# احتشاء الأمعاء
احتشاء الأمعاء أو غنغرينا الأمعاء هي إصابة معوية غير قابلة للعلاج ناتجة عن عدم كفاية التروية الدموية. تعتبر حالة إسعافية، لأنها قد تؤدي سريعاً إلى إنتان مهدد للحياة وحدوث الوفاة. إن أي سبب للإقفار المعوي، وهو الشكل الباكر القابل للعكس من الإصابة، قد يؤدي لاحتشاء معوي في عدم علاجه.

## الأسباب
وتشمل أسباب الإقفار المعوي أو الاحتشاء:
أسباب وعائية أولية (على سبيل المثال، إقفار مساريقي) وغيرها من أسباب انسداد الأمعاء.
- الأسباب الوعائية الأولية للاحتشاء المعوي، والمعروفة باسم الإقفار المساريقي، تحدث بسبب انسداد في الشرايين أو الأوردة المغذية للأمعاء. عادة ما يقسم الإقفار المساريقي إلى نوعين (حاد ومزمن)، مما يساعد على تحديد العلاج والإنذار.[3]
  - الجلطات الدموية: يمكن للجلطات في مجرى الدم أن تسد الشريان الذي يغذي الأمعاء أو المساريقا.
  - تصلب الشرايين: التصلب العصيدي هو التراكم الدهني الذي يحدث في الأوعية الدموية. يمكن أن يحدث هذا التراكم الدهني في الشرايين التي تغذي الأمعاء والمساريقا بالدم، مما يؤدي إلى انخفاض التدفق الدموي.
- انسداد الأمعاء بسبب
  - الالتصاقات المعوية: تحدث غالباً بعد عمليات جراحية في البطن، أو بسبب إنتان مزمن مثل التهاب الرتوج والتهاب الكبد والداء المعوي الالتهابي. يصعب تشخيص الحالة، لأن الأعراض قد تكون مشابهة لتلك الناتجة عن الاضطرابات المعوية.[4]
  - انفتال الأمعاء: يعتبر انفتال الأمعاء شكلاً من أشكال انسداد الأمعاء، حيث تنفتل الأمعاء و/أو المساريقا، مما يؤدي إلى نقص التروية.[5]
  - الفتق: يحدث الفتق عندما تبرز الأمعاء عبر جدار البطن. عندما تنفتق الأمعاء، يمكن أن تصبح ملتوية أو مضغوطة، وقد يؤدي ذلك إلى نقص تدفق الدم إلى الأمعاء والمساريقا.

- تجدر الإشارة إلى أن التدخين، قلة النشاط البدني، وإتباع نظام غذائي غير صحي كلها عوامل خطر لاحتشاء الأمعاء.

## الأعراض
- ألم بطن شديد.
- إسهال وإقياء.
- خروج دم مع البراز.

## التشخيص
تتضمن الإجراءات التشخيصية ما يلي:
- تصوير الأوعية الظليل: يتم حقن صبغة خاصة في الأوعية الدموية، ثم يتم تصوير الأوعية بالأشعة السينية للبحث عن الانسدادات الشريانية.
- التصوير المقطعي المحوسب: غالباً ما يظهر الفحص المقطعي للبطن مناطق الاحتشاء المعوي.
- الأمواج فوق الصوتية.

وتجدر الإشارة إلى أن الاختبارات التشخيصية السابقة لا تشخص دائماً الاحتشاء المعوي. في بعض الأحيان، تكون الطريقة الوحيدة لتشخيص الاحتشاء هي فتح بطن استقصائي وفحص الأمعاء بشكل مباشر.

## العلاج
إن العلاج الوحيد لاحتشاء الأمعاء هو الإصلاح الجراحي الفوري ثم إزالة الجزء الميت من الأمعاء.

قد يتطور سوء امتصاص لدى المرضى الذين خضعوا لعملية استئصال واسعة للأمعاء الدقيقة، وبالتالي يجب إعطاء المكملات الغذائية.

## الاختلاطات
تعتبر الأجزاء المعوية المحتشية أو الميتة مشكلة طبية خطيرة لأن لمعة الأمعاء تحتوي على محتويات غير عقيمة.

إن المحتوى البرازي والحِمل الجرثومي العالي يتوضع عادة بشكل آمن في الأمعاء، لكن الإقفار المترقي يؤدي إلى انهيار الأنسجة وبالتالي انتشار الجراثيم إلى مجرى الدم.

يؤدي احتشاء الأمعاء الغير معالج سريعاً إلى إنتان مهدد للحياة، تجرثم الدم، وقد يؤدي للوفاة.

## صور إضافية

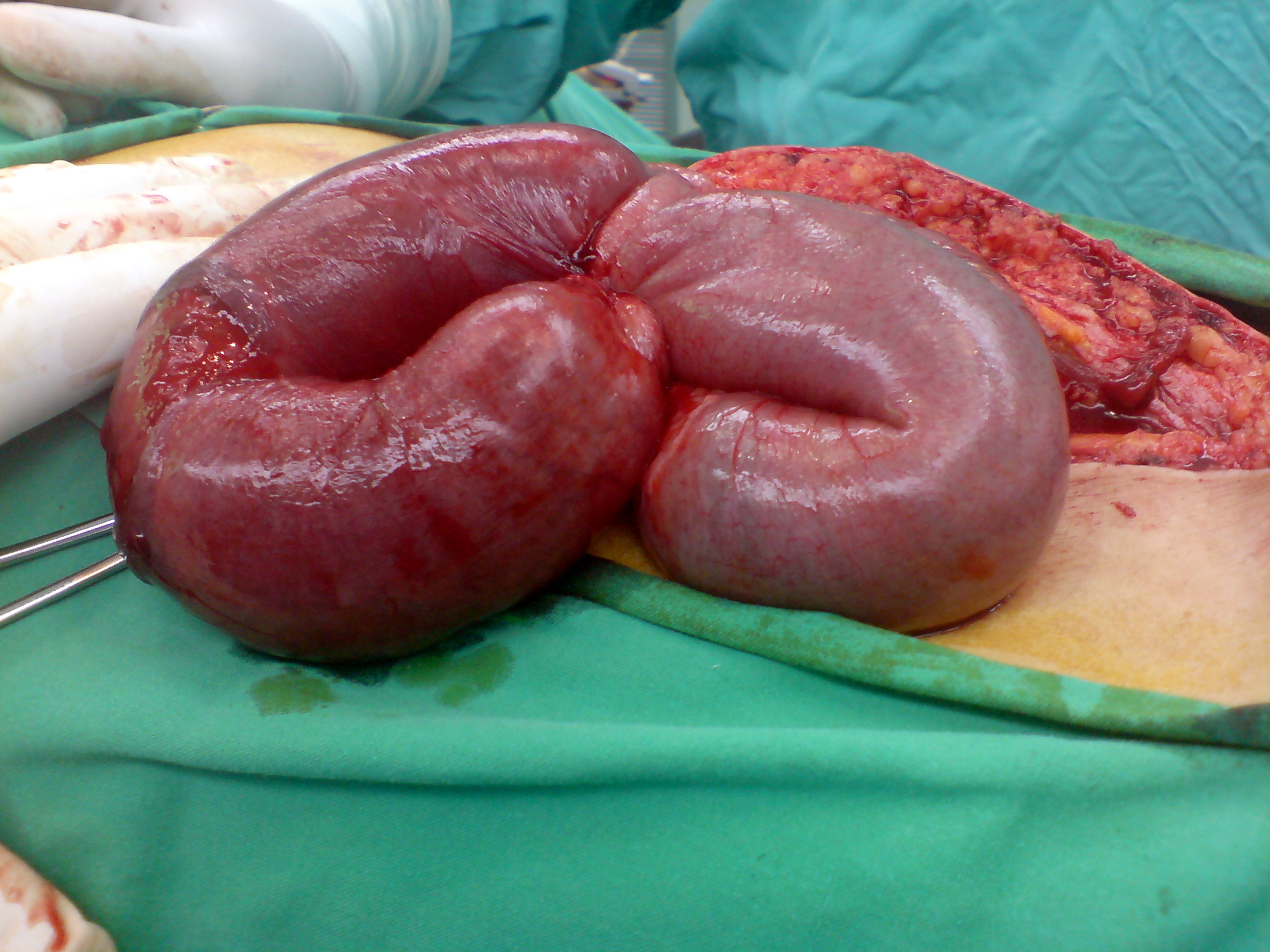
انسداد معوي
لاحظ الجدار المتوتر مما يشير على وجود غاز محتبس نتيجة الانفتال.